# Sphaerotheciella pachycarpa
Sphaerotheciella pachycarpa là một loài Rêu trong họ Cryphaeaceae. Loài này được (Schimp. ex Besch.) Manuel miêu tả khoa học đầu tiên năm 1981.